# Agnurodesmus pastazius
Agnurodesmus pastazius är en mångfotingart som beskrevs av Kraus 1960. Agnurodesmus pastazius ingår i släktet Agnurodesmus och familjen Cyrtodesmidae. Inga underarter finns listade i Catalogue of Life.